# Timpul (revistă culturală)
Timpul este o revistă culturală din Rep. Moldova și din România care apare la Iași. Publicația este continuatoarea ziarului Timpul, fondat la 15 martie 1876. Proiectul este susținut de Margareta a României, care spune că „după 145 ani de la înființare, Revista Timpul continuă să fie în slujba culturii române [...] prin noul portal online, care aduce laolaltă tineri scriitori debutanți, dar și autori consacrați”.

## Edițiile de tipar
Edițiile de tipar apar în România (redactor-șef Bogdan Crețu / manager Mihai Vacariu) și în Republica Moldova (redactor-șef Dumitru Crudu / manager Maria Ivanov).

## Ediția online
Ediția online (Portal de Cultură Timpul) are redacții în:
- Irlanda (coord. Viorel Ploeșteanu)
- Londra (coord. Iuliu Struza)
- Quebec (coord. Cornéliu Tocan)
- Nevada
- Chicago (coord. Andreea Rebaltescu-Coca)
- Italia (coord. Roxana Lazăr )
- Bruxelles
- Paris (coord. Andrei Hurghes)
- Germania
- Praga (coord. Cristina Chistruga)
- Hannover
- Sankt Petersburg
- Grecia (coord. Victor-Lucian Carari)
- Târgoviște (coord. Claudiu Dumitrache)
- Pitești (coord. Sebastian Zidaru)
- Craiova (coord. Felicia Călmuc)
- București
- Brașov
- Alba Iulia (coord. Adriana Popa)
- Focșani    (coord. Alexandru-Eusebiu Ciobanu)
- Bistrița (coord. Anca Lazaric )
- Pașcani (coord. Apetrei Ionela)
- Valea Seacă
- Negrești
- Roman (coord. Alessia Șuhania)
- Iași
- Cornești
- Orhei
- Chișinău (coord. Maria Ivanov)